# 小行星1573
小行星1573（1573 Vaisala）是一颗围绕太阳公转的小行星。1949年10月27日，西維恩·阿蘭德在于克勒发现了此天体。
該小行星以芬蘭天文學家于尔约·韦伊塞莱命名。
这颗小行星的绝对星等为173.5730677379942等。